# Dreadlocks The Time Is Now
 (novembre 2017).
Si vous disposez d'ouvrages ou d'articles de référence ou si vous connaissez des sites web de qualité traitant du thème abordé ici, merci de compléter l'article en donnant les références utiles à sa vérifiabilité et en les liant à la section « Notes et références ».
Albums de The Gladiators
A Whole Heap
(1989) Valley of Decision
(1991)
Dreadlocks The Time Is Now est une compilation du groupe jamaïcain de reggae The Gladiators, sortie en 1990 par Virgin.
Elle regroupe 19 titres tirés de quatre albums et un single et fait partie de la série Virgin Front Line.
Cette compilation est un des albums de reggae jamaïcain les plus vendus en France, après ceux de Bob Marley[réf. nécessaire].

## Liste des titres
Toutes les chansons sont écrites et composées par Albert Griffiths, sauf annotations.
| 1.    | Mix Up                              | Trenchtown Mix Up (1976)   | 3:01 |
| 2.    | Bellyfull                           | Trenchtown Mix Up          | 2:20 |
| 3.    | Looks Is Deceiving                  | Trenchtown Mix Up          | 2:32 |
| 4.    | Chatty Chatty Mouth (The Mellolads) | Trenchtown Mix Up          | 3:17 |
| 5.    | Soul Rebel (Bob Marley)             | Trenchtown Mix Up          | 3:57 |
| 6.    | Eli Eli                             | Trenchtown Mix Up          | 3:05 |
| 7.    | Hearsay                             | Trenchtown Mix Up          | 3:07 |
| 8.    | Rude Boy Ska (Bob Marley)           | Trenchtown Mix Up          | 2:26 |
| 9.    | Dreadlocks The Time Is Now          | Proverbial Reggae (1978)   | 3:03 |
| 10.   | Jah Works                           | Proverbial Reggae          | 3:29 |
| 11.   | Pocket Money (The Gladiators)       | Single Pocket Money (1978) | 3:13 |
| 12.   | Get Ready (Clinton Fearon)          | Naturality (1979)          | 3:54 |
| 13.   | Stick A Bush                        | Proverbial Reggae          | 2:25 |
| 14.   | Write Me                            | Naturality                 | 4:18 |
| 15.   | Naturality                          | Naturality                 | 4:03 |
| 16.   | Struggle                            | Naturality                 | 3:24 |
| 17.   | A Day We Go                         | Sweet So Till (1979)       | 3:21 |
| 18.   | Sweet So Till                       | Sweet So Till              | 4:05 |
| 19.   | Hello Carol                         | Trenchtown Mix Up          | 3:37 |
| 62:38 |                                     |                            |      |

## Crédits
| - Albert Griffiths : guitare solo, basse, chant - Clinton Fearon : basse, chant - Gallimore Sutherland : guitare rythmique, chant - Ernest Ranglin : guitare solo - Bertram "Ranchie" McLean : guitare - Earl "Bagga" Walker, Lloyd Parks : basse - Leroy "Horsemouth" Wallace, Sly Dunbar : batterie - Bongo Herman : percussions, bongos - Sojie : batterie électronique, boîte à rythmes - Noel "Scully" Simms, Sky Juice, Uziah "Sticky" Thompson : percussions - Ansel Collins, Pablove Black, Richard Ace, Winston Wright : claviers - Earl "Wire" Lindo : synthétiseur - Jimmy Beckman : harmonica - Headley "Deadly" Bennett, Bobby Ellis, Tommy McCook : instruments à vent, cuivres - Franklyn "Bubbler" Waul : piano | - Production : Tony Robinson, The Gladiators - Arrangements : The Gladiators - Ingénierie : Errol Thompson - Mastering : Dave Turner - Mixage : Sylvan Morris - Enregistrement : Crucial Bunny, Sylvan Morris - Direction artistique : Casey Cashman - Compilation : Trevor Herman assisté de Steve Pritchard - Photographie : Dennis Morris - Artwork : Mills & Coppenhall - Livret d'album : Trevor Herman |